# Peter Varga
Peter Varga (* 1971, Komárno) je český herec a divadelník.

## Život
Narodil se v Komárně a od dětství byl fascinován divadlem. Po maturitě na hotelové škole byl přijat na loutkářskou katedru Divadelní fakulty Akademie múzických umění v Praze. Po absolvování fakulty v roce 1993 spoluzakládal se svými spolužáky do Dejvické divadlo a v roce 1996 přešel společně s celým souborem do nově založeného Divadla v Dlouhé, kde působí i v roce 2020 v pohostinském angažmá. V Divadle v Dlouhé vystupuje v inscenacích Kabaret Kainar - Kainar a Jak jsem se ztratil aneb Malá vánoční povídka. Společně s Ivanou Lokajovou jsou řediteli divadelní společnosti LokVar. Účinkuje také v televizních seriálech a filmech.

## Dílo

### Spoluautor
- 1995 Gert Hofmann Slovo o Lenzovi, Dejvické divadlo, překlad: Růžena Grebeníčková, dramatizace: Petra Urbanová a Peter Varga, režie: Petra Urbanová, premiéra: 21. září 1995, derniéra: 24. října 1996[2]